# Percy Harvin
(en) Statistiques sur pro-football-reference
William Percival Harvin III, né le 28 mai 1988 à Virginia Beach en Virginie, est un joueur américain de football américain évoluant au poste de wide receiver.

## Biographie
Étudiant à l'université de Floride, il joua pour les Florida Gators.
Il est drafté en 2009 à la 22e place (premier tour) par les Vikings du Minnesota. Après sa première saison, il est sélectionné au Pro Bowl et est nommé Rookie offensif de l'année, et Rookie de l'année.
Le 11 mars 2013, il est échangé aux Seahawks de Seattle contre leur premier tour de Draft 2013.
Lors du Super Bowl XLVIII, Harvin marque un touchdown après une course de 87 yards, et apporte ainsi sa contribution à la victoire des Seahawks.
Le 17 octobre 2014, il est échangé aux Jets de New York, en échange d'un choix de draft conditionnel. Il est libéré en fin de saison et signe aux Bills de Buffalo.